# Wapen van Westhoek

Wapen van Westhoek

Het wapen van Westhoek is het dorpswapen van het Nederlandse dorp Westhoek, in de Friese gemeente Waadhoeke. Het wapen werd in de huidige vorm in 2000 geregistreerd.

## Geschiedenis
Het wapen van Westhoek is ook verwerkt in een rijmpje: "'n Golf en 'n dyk met skapen is 't Westhoekster wapen". De andere dorpen van het Bildt hebben juist een wapen dat ontleend is aan een rijmpje.

## Beschrijving
De blazoenering van het wapen luidt als volgt:
Doorsneden: I opnieuw doorsneden van zilver en groen met in het schildhoofd, op de deellijn lopend twee achter elkaar aan lopende rode schapen, het achterste schaap op het midden van het schild; II doorsneden van goud en blauw in de vorm van een naar links overslaande golf.
De heraldische kleuren zijn: zilver (zilver), sinopel (groen), keel (rood), goud (goud) en azuur (blauw).

## Symboliek
- Schapen: geplaatst aan de linkerkant om de naam "Westhoek" uit te beelden.[2]
- Groene balk: verwijst naar de Oudebildtdijk waar het dorp aan gelegen is.[2]
- Golf: symbool voor de ligging aan zee. Het duidt ook op de "Golf van Onrust", een monument in het dorp ter nagedachtenis aan de arbeidersbeweging in de 19e eeuw.[2]
- Gouden veld: staat voor de dijk rond Friesland. Dit komt ook terug in de wapens van zeewerende waterschappen zoals het wapen van de Bildtpollen.[2]
- Kleurstelling: ontleend aan de vlag van Het Bildt.[2]

Vlag van Het Bildt
Wapen van De Bildtpollen
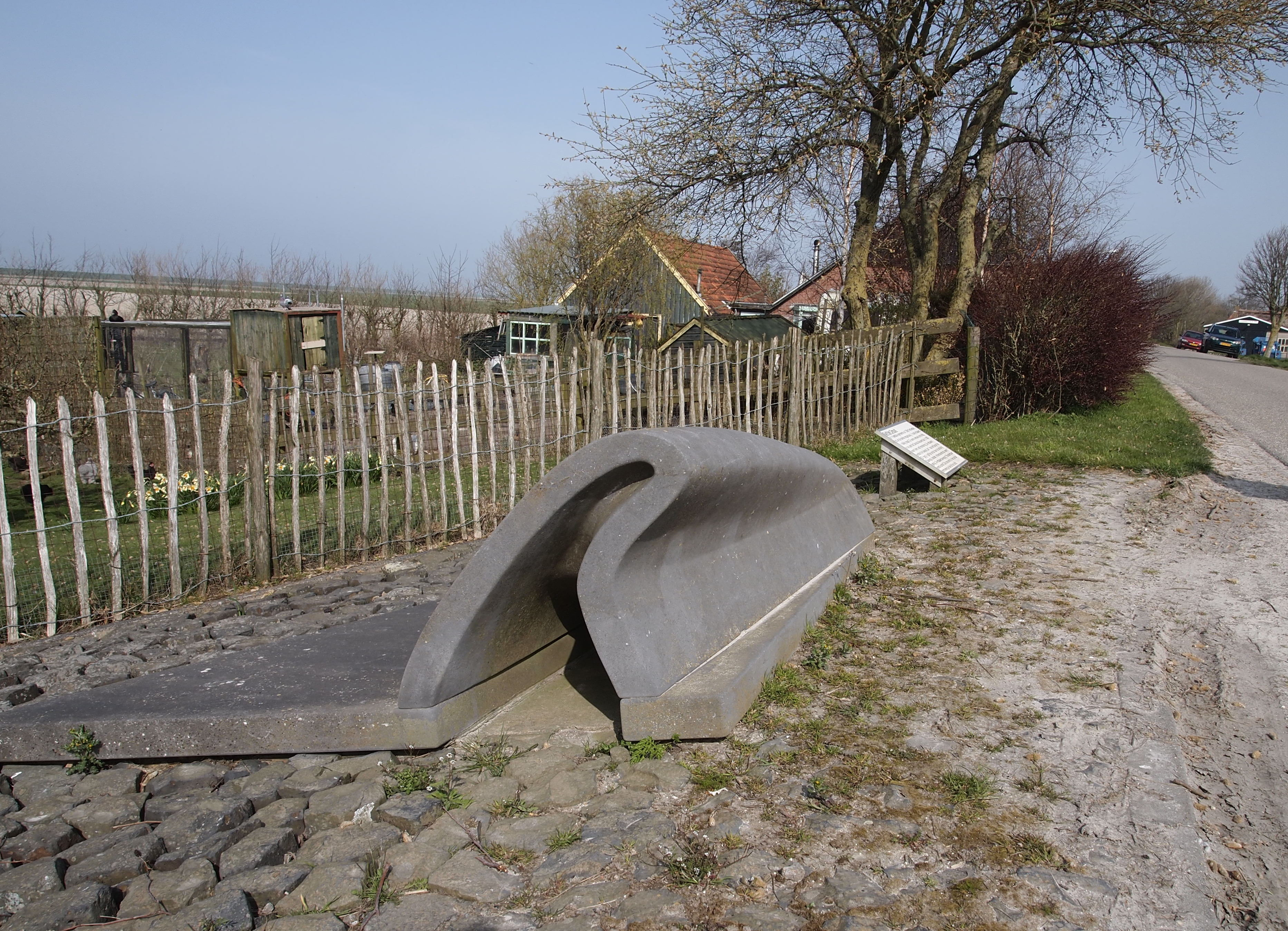
Monument Golf van Onrust in Westhoek

## Zie ook

Vlag van Westhoek